# Jacqueline Bernard
Jacqueline Bernard, née le 16 juin 1913 dans le 8e arrondissement de Paris et morte le 10 décembre 1998 dans le 7e arrondissement de Paris, est une journaliste, traductrice et résistante française de la Seconde Guerre mondiale.

## Biographie

### Famille et formation
Jacqueline Douce Huguette Bernard naît le 16 juin 1913 dans le 8e arrondissement de Paris.
Issue d'une famille française d'origine juive,, elle est la fille de Fernand Bernard (1866-1961), polytechnicien et officier d'artillerie coloniale, et de Marguerite Ettlinger (1880-1978).
Par ailleurs, elle est la sœur de Jean-Guy Bernard (1917-1944), également polytechnicien, aviateur et futur résistant et la nièce de Lazare Bernard (1865-1903), écrivain.
Elle grandit au domicile familial situé au 101, avenue Henri Martin dans le 16e arrondissement de Paris.
Diplômée de la Faculté de droit (Paris) et de l’École libre des sciences politiques, elle est journaliste avant la Seconde Guerre mondiale.

### Seconde Guerre mondiale
À Lyon, en avril 1941, Jacqueline Bernard fait la connaissance de Bertie Albrecht. Elle entre dans la Résistance et rejoint le mouvement Combat, tout comme son frère Jean-Guy,,,,. Elle est chargée de l’organisation, du recrutement et de la propagande.
En 1943, elle est responsable nationale de la rédaction de Combat,,,, et assure par intérim, de janvier à mai 1944, sa diffusion en zone nord.
Le 11 juillet 1944 la Gestapo de la rue de la Pompe de Friedrich Berger l'arrête à Paris, par le biais d'un agent double infiltré dans le mouvement Voix du Nord qui lui a donné rendez-vous dans un café situé place de l'Odéon,. Horriblement torturée en même temps qu'Yvonne Baratte,, une autre résistante, elle est ensuite transférée à la Gestapo de la rue des Saussaies.
Internée au centre pénitentiaire de Fresnes puis au fort de Romainville, elle est déportée vers l'Allemagne par le convoi parti de Pantin le 15 août 1944, dit "convoi des 57000".
Arrivée au camp de Ravensbrück avec le matricule 57774, elle est ensuite envoyée à Torgau, puis Königsberg, avant de revenir à Ravensbrück puis d'être transférée à Leitmeritz,.
Elle est libérée à Leitmeritz le 9 mai 1945 et rentre en France le 30 mai 1945.
Son frère Jean-Guy Bernard, arrêté le 28 janvier 1944, meurt en déportation le 5 août 1944, pendant son transfert à Auschwitz, ; il reçoit à titre posthume la médaille de la Résistance française avec rosette.

### Après-guerre
De retour en France, Jacqueline Bernard devient secrétaire générale et membre du comité de rédaction de Combat jusqu’en 1948,.
Elle fait ensuite partie du l’équipe du mensuel Réalités jusqu’en 1961,.
Puis elle est journaliste indépendante et traductrice ; elle traduit de l’anglais une trentaine d’ouvrages,.
Elle participe à la Fondation Jacques Monod en 1979,.
Elle décède le 10 décembre 1998 dans le 7e arrondissement de Paris, à l'âge de 85 ans.

## Vie privée
Jacqueline Bernard épouse Hubert Ventre d’Auriol (1913-1980), compositeur de musique, le 7 mars 1947 dans le 1er arrondissement de Paris, ; le couple divorce le 17 juillet 1951,.
Elle ne se remarie pas ensuite.

## Décorations
- Chevalier de la Légion d'honneur[Quand ?][26],[10],[11] ;
- Croix de guerre 1939–1945[10],[11] ;
- Médaille de la Résistance française avec rosette (décret du 25 avril 1946)[27].